# 1952 في الصين
فيما يلي قوائم الأحداث التي وقعت خلال عام 1952 في الصين.

## أحداث
- 11 أبريل – معركة جزيرة نانري

## سياسة

### انتهاء فترة المنصب
- 1 يناير – ياي جيانيانغ Mayor of Guangzhou [الإنجليزية]‏.

## مواليد

### يناير
- 7 يناير – سامو هونغ
- 21 يناير – إميلي ليو

### مارس
- 2 مارس – سيرجي ستيباشين سياسي روسي.

### أغسطس
- 6 أغسطس – داني لي

### أكتوبر
- 1 أكتوبر – أنتوني تشن
- 1 أكتوبر – تسوي تيان كاي دبلوماسي صيني.
- 13 أكتوبر – جون لون ممثل أمريكي.